# Prochoerodes transmutans
Prochoerodes transmutans là một loài bướm đêm trong họ Geometridae.